# Гай Октавий Виндекс
Гай Октавий Виндекс (лат. Gaius Octavius Vindex) — римский политический деятель второй половины II века.
О происхождении Виндекса нет никаких сведений. В 184 году он занимал должность консула-суффекта. Его коллега неизвестен. Кроме того, Виндекс входили в состав жреческой коллегии арвальских братьев, что засвидетельствовано в надписи, относящейся к периоду 183—184 годов. Дальнейшая его биография неизвестна.